# Біляр (місто)
Біляр (дав. рус Білір, тат. Биләр, Bilär чув. Пӳлер) — середньовічне місто в Волзькій Булгарії (X — XIII століття).

## Історія

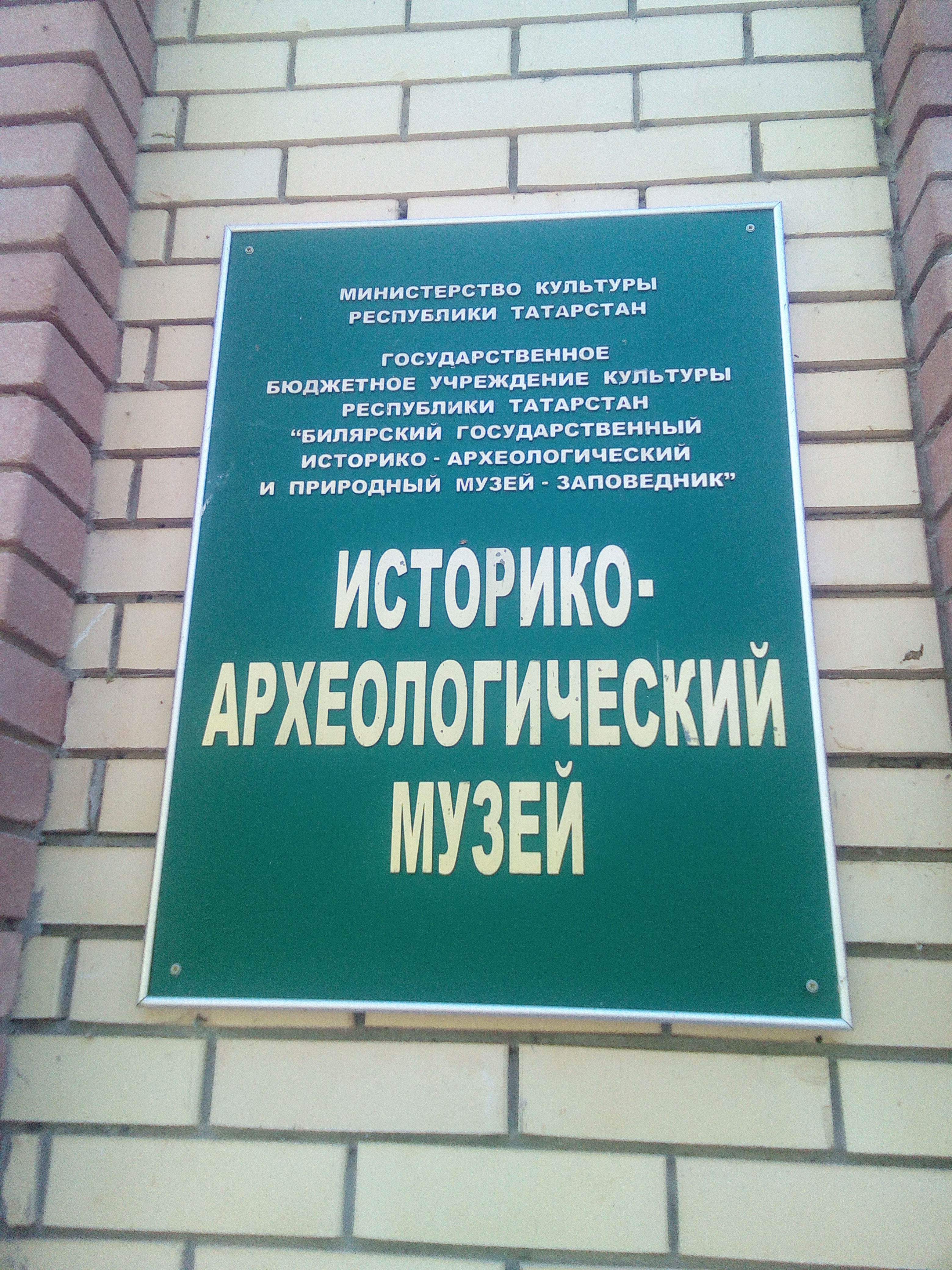
Табличка Білярського історико-археологічного і природного музею — заповідника музею

За відомостями, отриманими з записок арабського мандрівника Ібн Фадлана, місто було засноване при булгарському цареві Алмуша в 922 році. При цьому перші археологічні матеріали, знайдені на Білярському городищі, датуються X століттям.
Біляр розташовувався в центрі Західного Закам'я на лівому березі річки Малий Черемшан правої притоки річки Великий Черемшан, що впадає в Волгу (сучасний Олексіївський район Республіки Татарстан).
У російських історичних хроніках місто починає згадуватися з 1164 року (Лаврентіївський літопис) під назвою Велике Місто. З XII століття було столицею Волзької Булгарії. Остання згадка про Велике місто відноситься до 1236 року, коли під час монгольської навали місто було розграбоване і спалене.
На думку багатьох дослідників, відоме серед башкир середньовічне плем'я буляр, що має булгарське походження, походило або склалося з вихідців Біляра.
Археологічні залишки міста — Білярське городище, розташовані на південно-східній околиці села Білярськ (включаючи і його південно-східну половину). Білярське городище входить до складу Білярського державного історико-археологічного і природного музею-заповідника.

## Археологічні дослідження Білярського городища
Білярське городище як історико-археологічний пам'ятник почало привертати увагу ще в XVIII ст..
Перший план городища і його опис було складено Н. П. Ричковим. Найбільш повне обстеження Білярського городища і археологічних пам'яток в його околицях було проведено В. А. Казаріновим в 1881 році. Він провів вивчення руїн і деяких булгарських пам'ятників, зафіксував руїни інших споруд, розташування окремих районів. Перші наукові розкопки у внутрішньому місті в 1915-16 почали П. А. Пономарьов і М. Г. Худяков за завданням Товариства археології, історії та етнографії, але вони на жаль не були закінчені. Наступна спроба була зроблена тільки в 1928 А. С. Башкіровим.
Стаціонарні дослідження почалися тільки з 1967 року експедицією ІЯЛІ ім. Г. Ібрагімова КФАН СРСР і КДУ, під керівництвом А. Х. Халікова, потім Ф. Ш. Хузіна і ін.

## Опис Білярського городища
Городище розташоване на рівному плато, що знижується в напрямку річки Малий Черемшан. Поверхню городища перетинають дві річки — Білярка і Елшанка (обидві — ліві притоки річки Малий Черемшан). Городище має підквадратну форму, орієнтовану кутами по сторонах світу і складається з чотирьох концентрично вписаних один в одного частин: цитаделі, внутрішнього міста, зовнішнього міста, посада.
Цитадель на території Білярського городища не була знайдена.
Внутрішнє місто мало підквадратну форму. Його площа, разом з укріпленнями досягала 1 306 000 м ² (без укріплень — 1 160 000 м ².). Зміцнення внутрішнього міста складалися з двох ліній валів з додатковими дерев'яними спорудами зверху. Протяжність основної лінії валів становить 4800 м. Додаткова лінія валів, недобудована на деяких ділянках, має протяжність 5400 м. При будівництві укріплень були використані в якості ровів русла річок: Білярки — з південно-західного боку, Елшанки — з північно-східного боку.
Зовнішнє місто було оточене трьома лініями валів і ровів. Особливо добре вони збереглися в східній частині городища. Протяжність внутрішньої лінії валів становить близько 9125 м. Протяжність середньої лінії валів становить близько 9400 м. Протяжність зовнішньої лінії валів становить близько 10200 м. Площа зовнішнього міста з укріпленнями становить 4 896 000 м ² (без укріплень — 3 741 000 м ²).
Посад розташований навколо городища. З північно-західної і південно-західної сторін перемежовується приміськими кладовищами (Білярські могильники I, III, V).
Загальна площа Білярського городища разом з укріпленнями становить 6 202 000 м ² (без укріплень — 4 901 000 м ²).
З урахуванням посада площа комплексу становить близько 8 000 000 м², що дозволяє відносити його до найбільших міст середньовічного світу.
Існують різні оцінки чисельності жителів городища, аж до 100 тис. чоловік.

## Основні об'єкти Білярського городища

### Білярський комплекс мечеті
Розташований в межах цитаделі. Про існування залишків давньої мечеті в даному місці відомо здавна. Про залишки мінарету і порталу писав ще історик В. М. Татищев. Застав залишки стін, колон і мінарету, складеного з червоної цегли змішаної з каменем і Н. П. Ричков, який відвідав Білярськ в 1769. В середині XIX століття територія почала розчинятися місцевими жителями і в 1915 році П. А. Пономарьов і М. Г. Худяков мечеті вже не застали — розкопки розкрили лише сліди фундаменту, викладеного з білого каменю. У 1971 р. почалися повні наукові розкопки комплексу під керівництвом А. Х. Халікова. З наступного року почалося їх обстеження. З 1976, паралельно з обстеженням, почалася наукова консервація всього комплексу, яка була завершена в 1981.

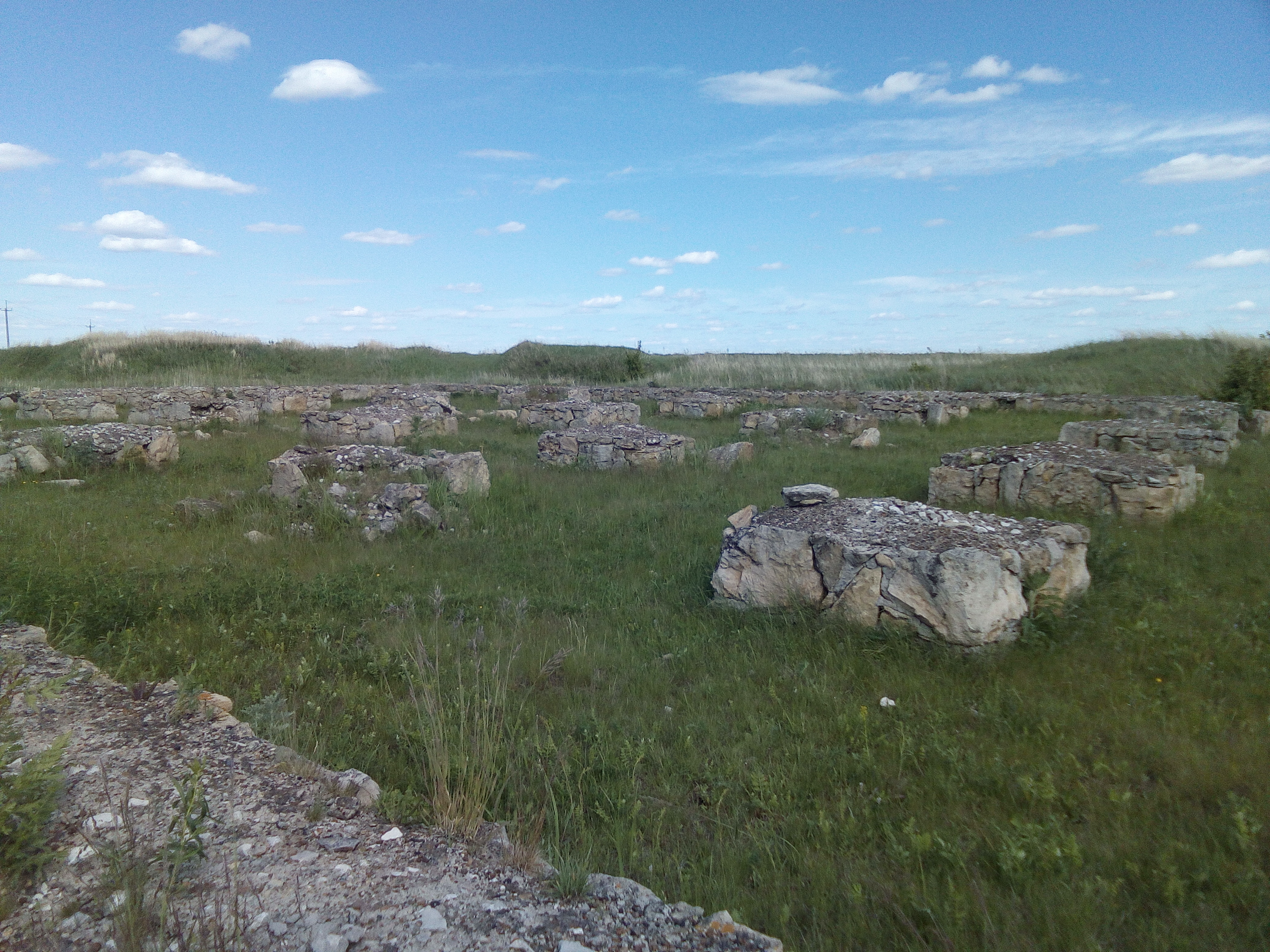
Мечеть в Білярському городищі

Будівля мечеті складається з двох частин — дерев'яної і кам'яної. Спочатку (в період заснування міста) була побудована дерев'яна частина. Вона мала прямокутну форму (44,5-48 × 30-32 м) і була витягнута входом на північний схід, а міхрабною нішею на південний захід до Мекки. Археологами виявлені сліди колишньої конструкції, фундаменту стін, підлоги і несучих стовпів перекриття — понад 650 ям глибиною 0,5-1,5 м і діаметром в 0,5-0,8 м (в деяких зафіксовані залишки гнилих дерев'яних стовпів), розташовані в певному порядку. В середині дерев'яної частини мечеті (ближче до південно-західного краю) виявлена яма підквадратної форми, що служила котлованом водоприймальної споруди, що дозволяє припускати, що в цій частині будівлі існував відкритий дворик.
Кам'яна частина була прибудована в середині X ст., з південно-східної сторони дерев'яної частини будівлі. Ця частина, від якої збереглися залишки фундаменту у вигляді вапняно-щебеністих смуг, мала підпрямоугольну форму (41-42 × 26 м), стіни шириною до 1 м, і була зорієнтована по сторонах світу аналогічно дерев'яної частини. Очевидно, що кам'яна частина мечеті була великим просторим залом з підтримуючими перекриття колонами — у внутрішній частині площі будівлі простежені чіткі котловани підквадратної форми (2 × 2 м) і глибиною 1-1,5 м від 24 колон. Колони були розташовані симетрично в 6 рядів по 4 колони в кожному, причому ряди були пов'язані між собою стрічковими фундаментами шириною 1-1,2 м і глибиною до 0,5 м. Із зовнішнього боку південно-східної стіни є прямокутні виступи (1,7 × 1,4 м) основ 6 бічних контрфорсів, які є продовженням поперечних стрічкових фундаментів. На внутрішній стороні південно-західної стіни виявлені сліди міхрабної ніші, що має ширину 2,75 м.

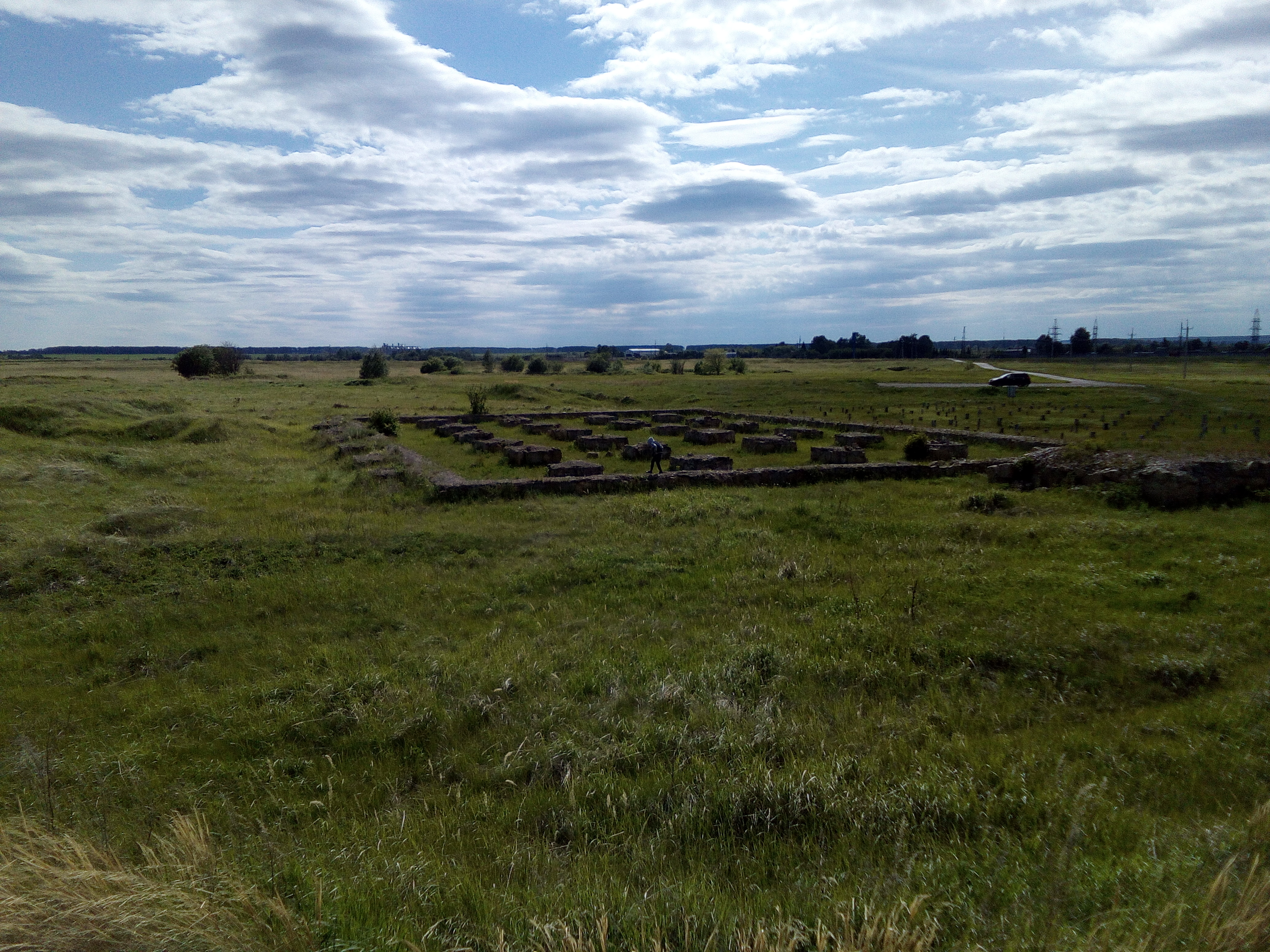
Мечеть в Білярському городищі — вид з земляного валу

Обидві зімкнуті разом частини функціонували одночасно. Загальна внутрішня площа будівель становила не менш як 2000 м², що дозволяє розглядати білярську мечеть як одну з найбільших середньовічних будівель в Східній Європі.
З північно-східної сторони на відстані 1,2-1,5 м дослідниками був виявлений котлован мінарету. Він мав прямокутну форму (9 × 8 м) і був заглиблений на 3 м від стародавнього рівня. Котлован був заповнений рваним білим каменем, серед якого зустрічалися і окремі архітектурні деталі. Дно котловану було утрамбована і на його поверхні були виявлені систематично розташовані ямки (відстань 0,4-0,5 м, діаметр 0,15-0,2 м) від дубових паль, які були в середньому поглиблені на 1 м.
У першій половині X століття біля мечеті виник некрополь (IV Білярський могильник). Дослідження виявили ряд незвичайних рис його, як то — розташування в центральній частині міста, спеціальні поховальні споруди і парні поховання, що говорить про те, що там були поховані представники знаті.
До комплексу мечеті відноситься також і так званий «будинок феодала» — будівля виявлена розкопками 1971—1973 рр.

### Білярський будинок феодала
Розташований в центрі городища, у межах «цитаделі» і входить в комплекс соборної мечеті. На наявність слідів будівлі вказав в 1915 р. П. А. Пономарьов. Повне вивчення цегляної будівлі проведено в 1971—1973 рр. в ході розкопок під керівництвом А. Х. Халікова. Збереглося на рівні фундаменту і основи стін. Фундамент заглиблений в котлован на 1,2-1,3 м. Стіни «будинку феодала» складені з стандартних напівсирцевої і обпаленої цегли квадратної форми (26 × 26 × 5 см) і досягають товщини 1-1,2 м. Цегла скріплювалася ілисто- глинистим розчином з невеликою домішкою вапна або алебастру. Основна частина будівлі мала підквадратну форму (11 × 11 м), орієнтовану по сторонах світу, і розділялася внутрішньою потужною (товщина стін опори до 1,2 м) перегородкою на чотири рівні підквадратні кімнати середньою площею близько 16 м² кожна, з'єднаними між собою переходами. Наявність потужної внутрішньої перегородки дозволяє припускати наявність другого поверху з куполообразним перекриттям. Кімнати нижнього поверху були неодноразово оштукатурені, а ближче до підлоги облицьовані вапняними плитками. Будівля мала цегляну підлогу товщиною в дві цеглини (10-11 см) покриту зверху вапняно-цементним розчином товщиною 5-6 см.

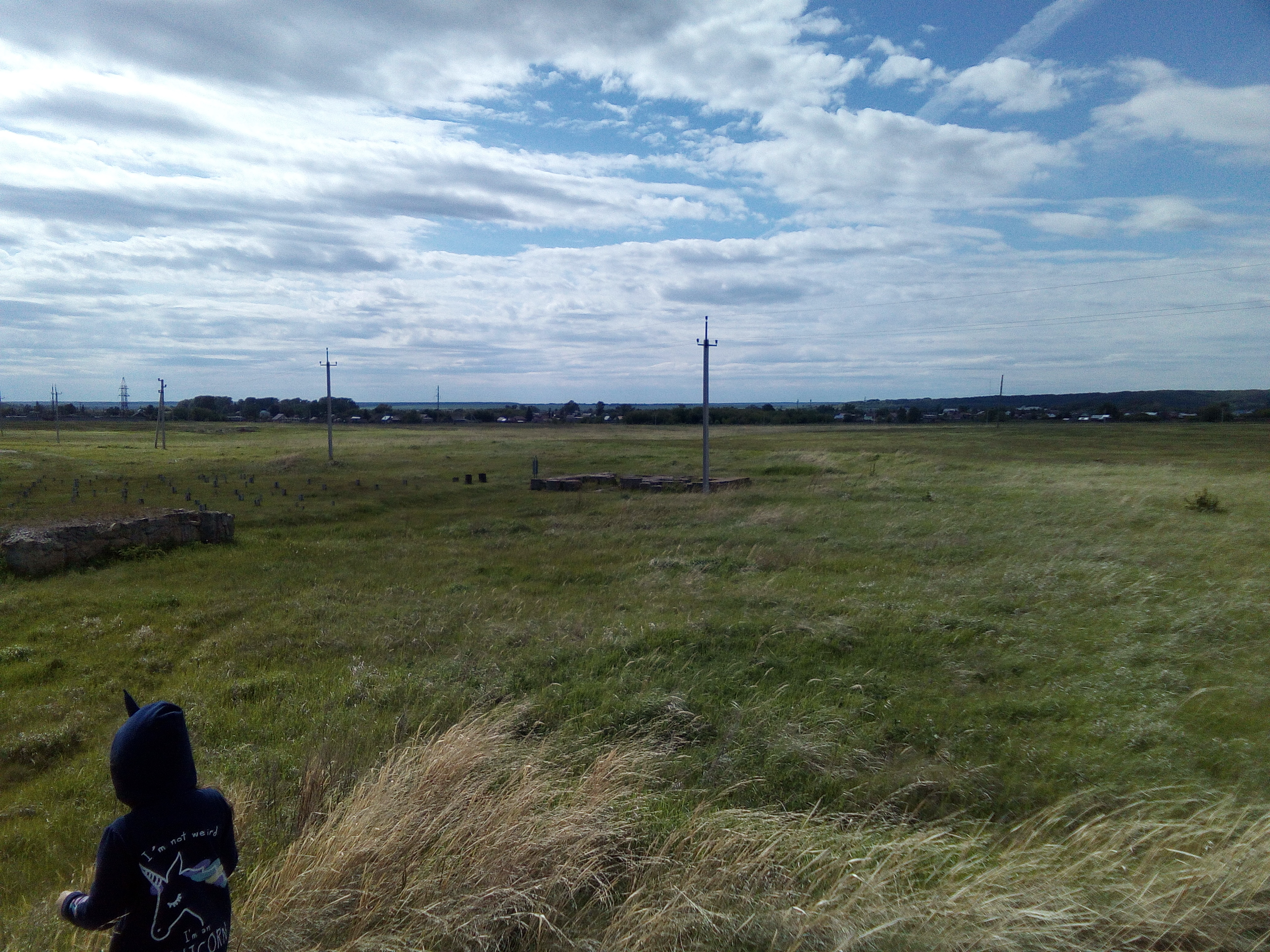
Будинок феодала — вид з земляного валу в Білярському городищі

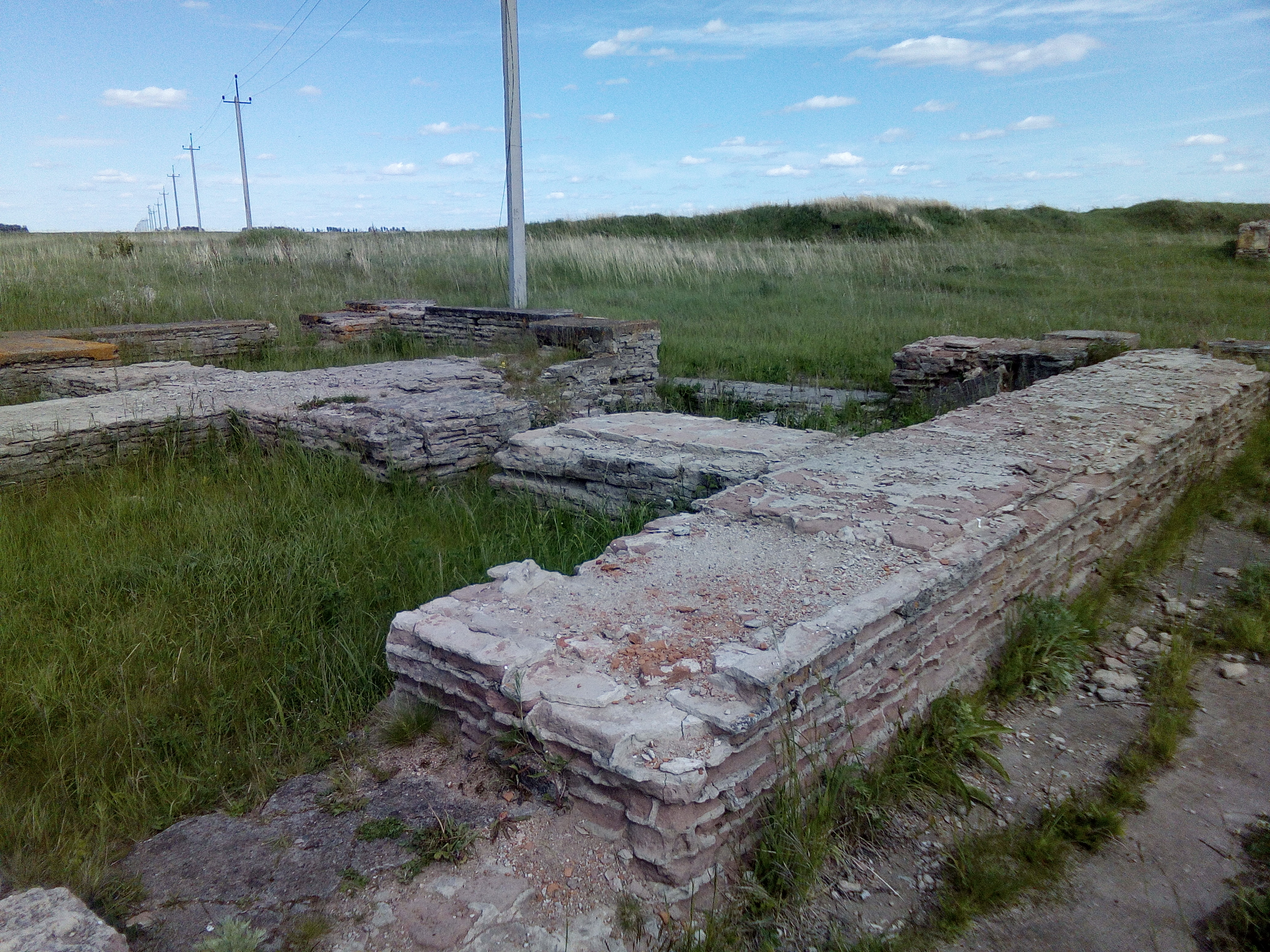
Будинок Феодала в Білярському городищі

Південно-західна стіна будівлі біля західного кута розширюється у вигляді виступу. На невеликій відстані до початку виступу в стіні простежується наявність отвору шириною 0,9 м. У районі отвору дослідниками виявлено ями діаметром 30-40 см. З приводу походження ям, думки дослідників розділилися. А. Х. Халіков вважав, що ці ями залишилися від стовпів, на яких трималася балконна тераса другого поверху. С. С. Айдаров і Ф. М. Забірова пояснюють походження цієї серії ям можливою наявністю критої галереї, яка пов'язувала будівлю з дерев'яною частиною соборної мечеті.
Північно-західна стіна будівлі мала складну конструкцію. Виявлено наявність пристрою криволінійної форми з тонкими стінами (0,5 м) — двох приміщень з округленими стінами, де розташовувався вхід на другий поверх і піч пов'язану з розгалуженою системою підпільного опалення будівлі. Загальна піч знаходилася в північно-західному куті. Основа печі була поглиблена в підлогу на 1,2 м, вона мала прямокутну форму (2,5 × 2 м) і складалася з двох камер — топкової (0,8 × 0,6 м) і жаронакопичувальної (1,5 × 0, 9 м). Від жаронакопичувальної камери відходили два димохідних канали шириною 35-45 см і досягали в довжину 9 м. Від каналів відходили розгалуження системи опалення, розташовані як під підлогою першого поверху, так і провідні на верхній поверх. Загальна протяжність розгалужень системи опалення досягала близько 300 м.
Найгірше збереглася північно-східна стіна будівлі. Проте, у цій стіні встановлено наявність дверного отвору, який виходив в кухонну будову. Розмір прибудови — 3,6 × 3 м. У прибудові виявлені дві печі (цегляна піч і кам'яна піч-жаровня) і колодязь.
При розкопках внутрішньої частини будівлі виявлені глиняний і скляний посуд, прикраси зі скла і кольорового металу, предмети побуту виконані з заліза. Ймовірно в цій будівлі жив служитель мечеті. Проте, Е. Д. Зілівінська робить припущення про те, що будівля може бути громадської лазнею.
Передбачається, що будівля була побудована одночасно з будівництвом кам'яної частини мечеті в другій половині X століття. Будівля була зруйнована в 1236 р. — під розвалами стін будівлі виявлені залишки людських кістяків.

### Білярський «Караван-сарай»
Розташований за межами внутрішнього міста Біляра, за південним його кутом, недалеко від східних воріт. Дане місце було, відомо місцевим жителям в XIX-поч. XX ст. як «форт», так як воно було обнесене додатковою системою укріплень. Залишки великого цегляного будинку були відзначені тут ще в 1881 р. В. А. Казаріновим. У 1928 р. будівля була частково розкрита А. С. Башкіровим. Досліджено в 1969—1972 рр. Білярською експедицією. Були виявлені залишки стін і фундаменту цегляного будинку, яма колодязя, двір, вимощений цеглою, частина укріплень у вигляді частоколу, і, більш пізніх, валу та рову, що оточували будівлю.

### Білярська «лазня»
Залишки цегляної будівлі розташовані в північній частині цитаделі і в 180—200 метрах на північ від комплексу мечеті. Виявлено аерофотозйомками в 1973. Досліджено в 1979—1981 рр. Будівля, що має систему підпільного опалення, була побудована зі стандартної булгарської цегли (26 x 26 x 4,5-5,5 см), мала підквадратну форму (10,4 x 11,6 м), орієнтовану по сторонах світу. Стратиграфічні дані дозволяють зробити висновок, що будівля була побудована не раніше XI століття і складалося з двох частин.

### Білярський колодязь №1
Колодязь розташований між комплексом мечеті і «Будинком феодала». Функціонував в XII столітті. Був частково відкритий і розчищений П. А. Пономарьовим і М. Г. Худяковим під час експедиції 1915 р. Досконале дослідження проведено експедицією під керівництвом А. Х. Халікова в 1972 р. Пізніше, в 1973—1974 рр. колодязь був відреставрований і підданий консервації.

### Гончарний квартал
Виявлений в 1968 р., розкопки проводилися в 1972, 1974, 1980, 1981 рр. Розташований в зовнішньому місті. Із заходу обмежений р. Біляркою, з півночі — внутрішнім валом городища, зі сходу — старою дорогою, з півдня розділений на дві частини невеликим яром. Площа району ~ 80000-100000 м². Квартал розташований з урахуванням рози вітрів, біля родовищ необхідної сировини (гончарні глини, пісок). Розкопками виявлені різноманітні конструкції горнів. Використання для їх будівництва спеціального набору цегли, розташування майстерень окремо від жител, велика площа кварталу свідчить про високий рівень гончарної справи в Білярі.

### Алхімічна майстерня
Алхімічна майстерня Біляра, відкрита експедицією археологів Казанського Університету, є найстарішою зі знайдених в Європі.

## Етапи розвитку Біляра
В історії розвитку міста можна виділити два етапи (за часом формування культурного шару). Перший етап — початок X — перша половина XI ст. Це час накопичення нижнього горизонту культурного шару. Другий етап — друга половина XI — перша третина XII ст. Це час накопичення верхнього горизонту культурного шару.

### Початок X— перша половина XIст.
Початок заснування міста датують X століттям. Уже в період свого виникнення місто займало площу близько 600 га. З самого початку місто мало двухчастну структуру — зовнішнє і внутрішнє місто. Тривалий час поселення сильно розросталося, досягнувши за часів розквіту значних розмірів. Розвиток міста здійснювався головним чином за рахунок ущільнення внутрішньої забудови, а не розширення території. У Білярі перетиналися торгові шляхи виходу з Русі і Прибалтики, Західної Європи і Скандинавії, Середньої Азії та Персії, Індії та Китаю, Візантії та Кавказу.

### Друга половина XI— перша третина XIIIст.
Найбільшого розквіту Біляр досягнув до початку  XIII століття. В той час приміщення кам'яних і цегляних будинків підігрівалися підпільною системою опалення, а також широко використовувалося скло, яке слугувало в якості вікон. В результаті західних походів монголів місто знищили в 1236 році і більше не відновлювали.  Про цю подію повідомляється в Лаврентійвському літописі:
|  | «В лето 6744 [1236 г.] …приидоша от восточные страны в Болгарьскую землю безбожнии Татарии и взяша Татарове на Болгарскую землю и взяша славныи Великий град Болгарскыи и избиша оружьем от старца и до уного и до сущаго младенца и взяша товара множество, а город ихъ пожгоша огнемъ и всю землю их ихъ поплениша». |

Були спроби заснувати нове поселення на іншому місці — Балінгузське городище, Білярське III селище. Останнє відоме як післямонгольский Біляр.